# 克蘭菲爾德 (密西西比州)
克蘭菲爾德（英語：Cranfield）是位於美國密西西比州亞當斯縣的非建制地區。

## 歷史
克蘭菲爾德的郵局於1906年設立，其後於1921年停運。此地得名自為當地爭取鐵路優先權的J·D·克蘭菲爾德（J. D. Cranfield）。

## 地理
克蘭菲爾德所處的海拔為高於海平面117米（即384英呎），而該地所採用的時區為UTC-6，即北美中部時區（CST）。同時該地設有夏令時間，為UTC-6調快一小時，即UTC-5（CDT）。